# Cóndor de Plata 2018
La 66e cérémonie des Cóndor de Plata s'est déroulée le 13 août 2018 et a récompensé les films sortis en 2017.
Les films et personnes nommés sont annoncés le 12 mars 2018 par l'Association des critiques de cinéma argentins.
Le film Zama de Lucrecia Martel domine cette cérémonie en remportant huit prix dont meilleur film, meilleure réalisatrice et meilleur scénario adapté.

## Palmarès[4]
| Meilleur film | Meilleur réalisateur |
| --- | --- |
| - Alanis - El otro hermano - Nadie nos mira - Una especie de familia - Zama | - Anahí Berneri — Alanis - Israel Adrián Caetano — El otro hermano - Diego Lerman — Una especie de familia - Lucrecia Martel — Zama - Julia Solomonoff — Nadie nos mira |
| Meilleure actrice | Meilleur acteur |
| - Sofía Gala Castiglione — Alanis - Paulina García — La novia del desierto - Bárbara Lennie — Una especie de familia - Valentina Bassi — Al Desierto - Pilar Gamboa — El futuro que viene                                                                              | - Daniel Giménez Cacho — Zama - Jorge Marrale — Maracaibo - Germán Palacios — Temporada de caza - Guillermo Pfening — Nadie nos mira - Leonardo Sbaraglia — El otro hermano |
| Meilleure actrice dans un second rôle | Meilleur acteur dans un second rôle |
| - Alejandra Flechner — El otro hermano - Vera Fogwill — Sinfonía para Ana - Marilú Marini — Los que aman odian - Érica Rivas — La cordillera - María Ucedo — Tigre | - Daniel Aráoz — Una especie de familia - Alián Devetac — El otro hermano - Juan Minujín — Zama - Claudio Rissi — La novia del desierto - Gerardo Romano — La cordillera' |
| Révélation féminine | Révélation masculine |
| - Loren Acuña — Madraza - Isadora Ardito — Sinfonía para Ana - Mercedes Funes — Yo soy así, Tita de Buenos Aires - Iride Mockert — Los decentes - Cumelén Sanz — No te olvides de mí                                                                                   | - Lautaro Bettoni — Temporada de caza - Nahuel Cano — Zama - Juan Grandinetti — Pinamar - Esteban Masturini — Esteros' - Patricio Penna — El corral |
| Meilleur scénario original | Meilleur scénario adapté |
| - Cecilia Atán et Valeria Pivato — La novia del desierto - Anahí Berneri et Javier Van de Couter — Alanis - Natalia Garagiola — Temporada de caza - Diego Lerman et María Meira — Una especie de familia - Christina Lazaridi et Julia Solomonoff — Nadie nos mira     | - Ernesto Ardito et Virna Molina — Sinfonía para Ana, d'après le roman de Gaby Meik - Israel Adrián Caetano et Nora Mazzitelli — El otro hermano, inspiré du roman Bajo este sol tremendo de Carlos Busqued - Iván Fund, Santiago Loza et Eduardo Crespo — Toublanc, basé sur l’œuvre de Juan José Saer - Lucrecia Martel — Zama, d'après le roman de Antonio Di Benedetto - Milagros Mumenthaler — La idea de un lago, d'après Pozo de aire de Guadalupe Gaona |
| Meilleur premier film | Meilleur film documentaire |
| - El futuro que viene de Constanza Novick - La novia del desierto de Cecilia Atán et Valeria Pivato - Los globos de Mariano González - Madraza de Hernan Aguilar - Pinamar de Federico Godfrid - Temporada de caza de Natalia Garagiola                                | - Carne propia - Cuatreros - El futuro perfecto - Los sentidos - Soler |
| Meilleur court métrage | Meilleur film pour plateformes numériques |
| - Corp. — Pablo Poledri - La canoa de Ulises — Diego Fió - Centauro — Nicolás Suárez - Fiora — Martina Juncadella y Martín Vilela - De la muerte de un costero — Carlos Alberto Díaz                                                                                   | - Adán Buenosayres. La película — Juan Villegas - El hombre más chiquito del mundo — Juan Pablo Zaramella - El jardín de bronce — Pablo Fendrik y Hernán Goldfrid - La sangre del gallo — Mariano y Eric Dawidson - Un gallo para Esculapio — Bruno Stagnaro |
| Meilleur film latino-américain | Meilleur film en langue étrangère |
| - Aquarius de Kleber Mendonça Filho (Brésil) - Ejercicios de memoria de Paz Encina (Paraguay) - El candidato de Daniel Hendler (Uruguay) - L'Académie des muses (La academia de las musas) de José Luis Guerín (Espagne) - Mariana (Los Perros)de Marcela Said (Chili) | - Le Jour d'après de Hong Sang-soo (Corée du Sud) - L'Autre Côté de l'espoir d'Aki Kaurismäki (Finlande) - Baccalauréat de Cristian Mungiu (Roumanie) - Manchester by the Sea de Kenneth Lonergan (États-Unis) - Paterson de Jim Jarmusch (États-Unis) |
| Meilleure photographie | Meilleur montage |
| - Sergio Armstrong — La novia del desierto - Julián Apezteguia — El otro hermano - Lucio Bonelli — Nadie nos mira - Fernando Lockett — Temporada de caza - Rui Poças — Zama                                                                                            | - Alejandro Brodersohn — Una especie de familia - Pablo Barbieri — El otro hermano - Miguel Schverdfinger et Karen Harley — Zama - Karen Sztanjberg, Andrés Tambornino et Pablo Barbieri — Nadie nos mira - Gonzalo Tobal — Temporada de caza |
| Meilleur design artistique | Meilleur costume |
| - Mercedes Alfonsín — Los que aman odian - Ernesto Ardito et Virna Molina — Sinfonía para Ana - Juan Cavia et Walter Cornás — Desearás al hombre de tu hermana - Julieta Dolinsky — No te olvides de mí - Renata Pinheiro — Zama                                       | - Samanta Babic — Sinfonía para Ana - Patricia Conta — Desearás al hombre de tu hermana - Beatriz Di Benedetto — Los que aman odian - Franca Ostrovsky — No te olvides de mí - Julio Suárez — Zama |
| Meilleur son | Meilleure musique |
| - Guido Berenblum — Zama - José Luis Díaz — Los que aman odian - Santiago Fumagalli et Roberto Mignone — Temporada de caza - Leandro de Loredo — Una especie de familia - Catriel Vildosola — El otro hermano                                                          | - Nahuel Berneri — Alanis - Gabriel Nesci et Juan Pablo Adamo — Casi leyendas - Rosario Ortega et Sofía Vitola — El futuro que viene - Leo Sujatovich — La novia del desierto - Iván Wyszogrod — El otro hermano et Desearás al hombre de tu hermana |
| Meilleur maquillage | |
| - Marisa Amenta et Alberto Moccia — Zama - Marisa Amenta, Néstor Burgos et Angela Garacija — La cordillera - Angela Garacija — Desearás al hombre de tu hermana - Dolores Giménez — El otro hermano - Beatushka Wojtowicz — Madraza                                    | |

## Hommages
- Thelma Biral, actrice
- Víctor Laplace, acteur et réalisateur
- Pino Solanas, réalisateur
- Festival UNCIPAR
- César Maranghello, historien du cinéma